# 4-aminofenol
4-Aminofenol (též nazývaný para-aminofenol nebo p-aminofenol) je organická sloučenina se vzorcem H2NC6H4OH. Obvykle je dostupný jako bílý prášek, používá se jako vývojka v černobílé fotografii.
Vzhledem ke svým mírně hydrofobním vlastnostem je rozpustný v alkoholech a může být rekrystalizován z horké vody. Za přítomnosti zásady se snadno oxiduje. Jeho methylované deriváty N-methylaminofenol a N,N-dimethylaminofenol jsou také komerčně významné látky.
Tato sloučenina je jedním ze tří izomerních aminofenolů, společně s 2-aminofenolem a 3-aminofenolem.

## Výroba a příprava

### Z fenolu
4-aminofenol se vyrábí z fenolu nitrací a následnou redukcí vzniklého 4-nitrofenolu železem. Další možností je částečná hydrogenace nitrobenzenu na fenylhydroxylamin, který se přesmykuje převážně na 4-aminofenol:
C6H5NO2 + 2 H2 → C6H5NHOH + H2O
C6H5NHOH → HOC6H4NH2

### Z nitrobenzenu
4-aminofenol lze připravit z nitrobenzenu elektrolytickou přeměnou na fenylhydroxylamin, který se samovolně přesmykuje na 4-aminofenol.

## Použití
4-Aminofenol se používá v organické chemii na přípravu složitějších sloučenin. Jde o poslední meziprodukt při průmyslové výrobě paracetamolu, který vzniká jeho reakcí s acetanhydridem: